# Merkuriusz Polski Ordynaryjny

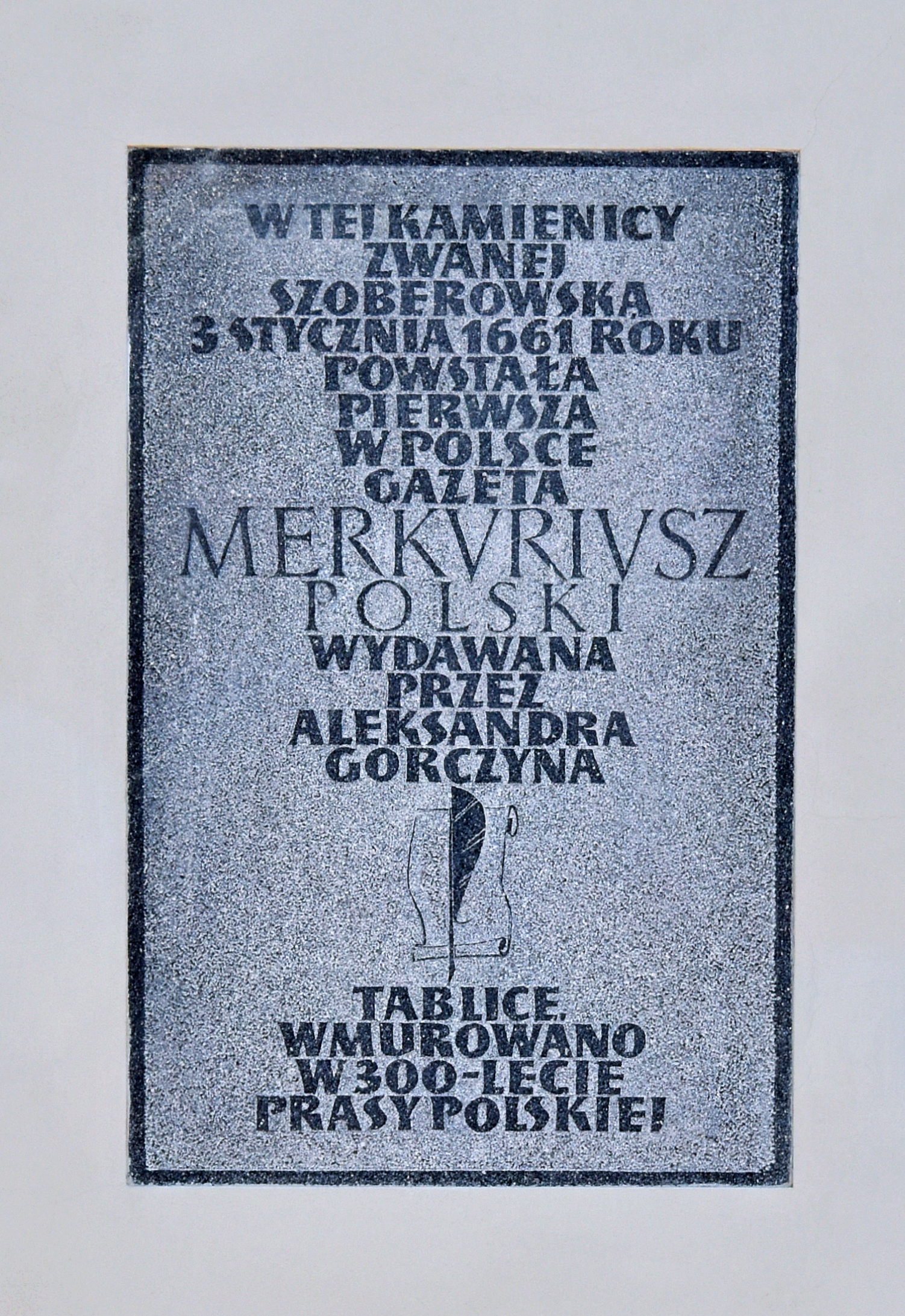
Kraków, Mały Rynek 6, tablica pamiątkowa.

Merkuriusz Polski Ordynaryjny – dzieje wszystkiego świata w sobie zamykający dla informacji pospolitej – najstarsza zachowana polska, periodyczna gazeta, drukowana mieszaną czcionką italiką oraz szwabachą, wydana po raz pierwszy w Krakowie 3 stycznia 1661.

## Nazwa
Nazwa pochodzi od rzymskiego boga Merkurego, patrona kupców i kurierów. Nadano ją według XVII-wiecznego zwyczaju nazywania druków zawierających bieżące oraz aktualne wiadomości Merkuriuszami (od Merkurego patrona zawodów zajmujących się przewozem listów oraz wieści pomiędzy różnymi regionami i państwami). Istniało wówczas w Europie kilka gazet o takim tytule np. szkocka Mercurius Caledonius – Comprising The Affairs now in Agitation in Scotland With A Survey of Forraign Intelligence, angielskie Mercurius Aulicus oraz Mercurius – Britannicus communicating the affaires of great Britaine: For the better information of the People.
Pierwszy numer gazety nosił tytuł Merkuriusz Polski dopiero w drugim dodano rozszerzoną nazwę Merkuriusz Polski Ordynaryjny. Kilka numerów pisma nosiło nazwę Merkuriusz Polski Extraordynaryjny najczęściej zawierających dodatkowe materiały w postaci treści listów lub druków urzędowych. Ostatni numer z dnia 15 lipca 1661 roku nosił nazwę Merkuriusz Ordynaryjny To Jest Nowiny Z Różnych Krajów.

## Historia
Wydawanie Merkuriusza zainicjowała królowa Ludwika Maria Gonzaga, żona Jana II Kazimierza. Koordynatorem został marszałek nadworny koronny Łukasz Opaliński.
Merkuriusz ukazywał się 1-2 razy w tygodniu w nakładzie 100-200 egzemplarzy i 8-12 stron. Kosztował 10 groszy. Powstawał w Krakowie, ale od 38 numeru jego redakcję przeniesiono do Warszawy. Autorami tekstów byli Polak włoskiego pochodzenia, Hieronim Pinocci i Jan Aleksander Gorczyn (drukarz krakowski). Artykuł wstępny pierwszego numeru zaczynał się od słów:
„Ten jest, że tak rzekę, jedyny pokarm dowcipu ludzkiego, umieć i wiedzieć jak najwięcej: tym się karmi, tym się cieszy, tym się kontentuje.”
W pierwszym wydaniu najwięcej pisze się o rodach panujących, wojnach, traktatach, politycznych planach. Merkuriusza przestano wydawać w roku jego powstania. Ostatni, 41. numer, ukazał się 22 lipca 1661. Wraz z Merkuriuszem wychodziła gazeta przekazująca informacje z Polski za granicę pt. Continuazione del Mercurio Polacco. Treść jej odbiegała jednak od zawartości Merkuriusza.

## Wznowienia
Tytuł wznowił w latach 1933–1939 w Warszawie w formie tygodnika politycznego Władysław Zambrzycki. W 1978 roku „Merkuriusz” wydany został w formie książki przez Wydawnictwa Artystyczne i Filmowe.